# Pierre-Jacques Meslé de Grandclos
Pierre-Jacques Meslé de Grandclos, né le 4 mars 1728 à Saint-Malo et mort le 30 janvier 1806 au château de Villers-Bocage, est l'un des plus riches négociants et armateurs de son époque à Saint-Malo, qui fit fortune grâce au commerce triangulaire avec l'Afrique et les Antilles.

## Biographie
D'origine rurale, sa famille monte rapidement l'échelle sociale, grâce à la Marine Royale et à son implication dans la vie de la Cité corsaire. Son père, Jacques Meslé de Grandclos, fut le dernier théologial (1768-1789) de Saint-Malo, auteur du Traité de la justice considérée par rapport aux lois modernes, du Traité des lois, du Traité des Péchés et autres matières proposées pour les conférences ecclésiastiques.
Pierre Jacques Meslé de Grandclos devient enseigne de vaisseau à 13 ans, puis capitaine de vaisseau à 24 ans, alors que son grand-père Étienne Meslé de Grandclos avait dû attendre l'âge de 35 ans pour exercer cette fonction, au service de l'armement de Jacques Walsh, lui-même grand-père d'Antoine Walsh, le plus grand armateur négrier du Port de Nantes dans les années 1750. Pierre-Jacques Meslé de Grandclos devint dans les années 1760 l'un des premiers armateurs de la Traite négrière dans la ville de Saint-Malo, puis en France, selon l'historien Alain Roman. Sur 166 voyages en trente ans, on compte 35 expéditions de Traite négrière et 30 voyages aux Antilles. Son carnet d'adresses compte plus de 700 noms, dont la moitié à Paris. Entre 1756 et 1792, sur les 17 plus gros armateurs malouins, 12 ont été négriers, selon les travaux de l'historien Alain Roman.
Le grade de capitaine permet d'être intéressé à l'armement, avec des parts dans la société. Il devient armateur, avec son père Jacques, à l'âge de 28 ans, puis pour son propre compte à 34 ans, en 1762, en pleine guerre de Sept Ans, dans une ville où les grandes familles nouent des alliances conjugales. Son père avait épousé Marie-Thérèse, fille de l'armateur Jean Fouasson et de Julienne Harrington, elle-même fille de Catherine Danycan. Pierre-Jacques épouse lui en 1753 Pauline Félicité Le Bonhomme, fille d'un des plus gros armateurs de la première moitié du XVIIIe siècle. Sa sœur Marie épouse son petit-cousin Louis-Marie Harrington, qui deviendra l'un des premiers capitaines de Pierre-Jacques Mesle de Grandclos, avant de s'installer lui-même comme armateur.
Pierre Jacques Meslé de Grandclos fut en 1747 lieutenant à bord de navires commandés par René-Auguste de Chateaubriand (le père de François-René de Chateaubriand), alors âgé de dix années de plus que lui. Juste avant la Révolution française, il sent que les choses risquent de mal tourner à Saint-Domingue pour ses affaires et investit dans des plantations de coton sur l'île de Sapelo, qui accueillit en novembre 1790 un groupe de gentilshommes bretons, Nicolas Magon de la Villehuchet, Charles Pierre César Picot de Boisfeuillet et Christophe Poulain Dubignon, ce dernier y restant planteur de coton jusqu'en 1825.
Par ordonnance du 2 février 1783, signée par le maréchal de Castries, ministre de la marine, le Roi charge le sieur Grandclos-Meslé, armateur, d’organiser et diriger une opération de commerce avec la Chine, avec privilège d’exclusivité, au capital initial de trois millions de Livres, capital doublé dès le mois de juillet, avec des investisseurs notamment nantais.
Pierre Jacques Meslé de Grandclos décède en 1806 et son fils, Stanislas, devient maire de Villers-Bocage (Calvados) en 1810. Des traces de son influence existent à Saint-Malo, avec le manoir La Malouinière de la Baronnie bâtie à la fin du XVIIe siècle par les Eon, puissante famille d'armateurs, racheté ensuite par Pierre-Jacques Meslé de Grandclos puis saisi à la Révolution française.